# Mandado de Detenção Europeu
O Mandado de Detenção Europeu (MDE) (em inglês: European Arrest Warrant, EAW) é um mandato de detenção válido em todos os estados-membros da União Europeia (UE). Uma vez emitido, exige que outro estado-membro detenha e transfira um suspeito de um crime ou uma pessoa condenada para o estado-membro emissor para que a pessoa possa ser julgada ou cumprir um período de detenção.
Um MDE só pode ser emitido com o propósito de conduzir um processo criminal (não meramente uma investigação) ou executar uma sentença de custódia, uma sentença privativa da liberdade. Só pode ser emitido para crimes com pena mínima de 1 ano ou mais de prisão. Nos casos em que a sentença já tenha sido proferida, um MDE só pode ser emitido se a pena de prisão a cumprir for de pelo menos quatro meses.
A introdução do sistema do MDE destinou-se a aumentar a velocidade e a facilidade da extradição em todos os países da UE, eliminando as fases políticas e administrativas da tomada de decisão que caraterizavam o anterior sistema de extradição na Europa, e permitiu converter este processo num sistema totalmente gerido pelo poder judicial. Desde que foi implementado pela primeira vez em 2004, o uso do MDE aumentou. Os relatórios de avaliação dos estados-membros sugerem que o número de MDEs emitidos aumentou de aproximadamente 3.000 em 2004 para 15.200 em 2009, mas caiu para 10.400 em 2013.

## Contexto
As medidas que procuram harmonizar as regras de extradição entre os estados-membros da UE datam de meados da década de 1990, quando a UE instituiu dois tratados sob o Tratado de Maastricht que procuravam simplificar os procedimentos de extradição existentes sob a Convenção Europeia de Extradição. Em 1999, o Conselho Europeu propôs também a abolição dos procedimentos formais de extradição de pessoas condenadas. Em 2001, o Presidente da Comissão dos Direitos e Liberdades dos Cidadãos, da Justiça e dos Assuntos Internos do Parlamento Europeu – o deputado Graham Watson – apresentou no Parlamento um relatório da sua iniciativa apelando para a criação de um Mandado de Detenção Europeu e propondo a estrutura e o conteúdo da legislação para o alcançar. O relatório foi aprovado pelo Parlamento a 5 de setembro. A iniciativa de Watson foi bem recebida pelo Comissário da Justiça e Assuntos Internos da UE, António Vitorino. O seu momento foi propício, porque apenas seis dias depois, logo após os ataques de 11 de setembro nos Estados Unidos, estas propostas de longo alcance foram adotadas pela Comissão Europeia, que fez uma proposta legislativa formal ao Conselho e ao Parlamento. Embora originalmente proposto como uma medida antiterrorista, o Mandado de Detenção Europeu desde logo se tornou aplicável a uma ampla gama de crimes ordinários. A decisão política de adotar a legislação do MDE foi tomada no Conselho Europeu de Laeken em dezembro de 2001, tendo o texto sido finalmente acordado em junho do ano seguinte.
O Mandado de Detenção Europeu foi estabelecido por uma Decisão-Quadro da UE em 2002. As decisões-quadro são instrumentos jurídicos do Terceiro Pilar da Comunidade Europeia semelhantes às diretivas e só entram em vigor quando implementadas pelos estados-membros da UE, transpondo-as para o seu direito interno. O Mandado de Detenção Europeu substituiu a Convenção Europeia de Extradição (European Convention on Extradition, ECE) de 1957, que anteriormente regia as extradições entre a maioria dos estados-membros, e vários instrumentos jurídicos que haviam sido adotados para agilizar o processo de extradição sob a Convenção Europeia de Extradição, tal como o acordo de 1989 sobre a simplificação da transmissão dos pedidos de extradição, a Convenção de 1995 sobre o procedimento simplificado de extradição, a Convenção de 1996 sobre a extradição entre estados-membros e as disposições do Acordo de Schengen relativas à extradição.
A Decisão-Quadro do MDE entrou em vigor a 1 de janeiro de 2004 em oito estados-membros, nomeadamente, Bélgica, Dinamarca, Finlândia, Irlanda, Portugal, Espanha, Suécia e Reino Unido. A 1 de novembro de 2004, todos os estados-membros haviam implementado a legislação, exceto a Itália, que o fez em 22 de abril de 2005. A Bulgária e a Roménia implementaram a Decisão-Quadro aquando da sua adesão em 2007. Quando o Reino Unido exerceu a sua derrogação (opt-out) do Espaço de liberdade, de segurança e de justiça, em 2014, o seu pedido para continuar a participar no MDE foi aprovado.

## Características distintas
Existem várias caraterísticas do Mandado de Detenção Europeu que o distinguem dos tratados e acordos que anteriormente regulavam a extradição entre os estados-membros da UE. Os MDEs não são emitidos por via diplomática, podem ser executados para uma grande variedade de crimes sem qualquer exigência de que o crime a que o mandado se refere corresponda a um crime tipificado ao abrigo da lei do estado requerido para executar o mandado, não há exceção para crimes políticos, militares ou fiscais, e não há cláusula de exceção que permita a um estado recusar a entrega dos seus próprios cidadãos nacionais.

### Dupla incriminação
A dupla incriminação, ou incriminação dual, é uma caraterística habitual no Direito Internacional de Extradição pelo qual os estados se podem recusar a extraditar foragidos se a conduta que se alega ter constituído uma infração penal no estado requerente da extradição não resultar na prática de uma infração penal no estado requerido para efetivar a extradição.
Ao abrigo da Decisão-Quadro do MDE, este requisito da dupla incriminação é eliminado para uma vasta gama de categorias de crimes, tornando-se um motivo discricionário e não obrigatório para a recusa da extradição por delitos que não se enquadrem nestas categorias.
Nos termos do artigo 2.º, n.º 2, da Decisão-Quadro, as categorias de crimes para as quais o MDE elimina o requisito da dupla incriminação são as seguintes:
- participação numa organização criminosa,
- terrorismo,
- tráfico de seres humanos,
- exploração sexual de crianças e pedopornografia,
- tráfico ilícito de estupefacientes e de substâncias psicotrópicas,
- tráfico ilícito de armas, munições e explosivos,
- corrupção,
- fraude, incluindo a fraude lesiva dos interesses financeiros das Comunidades Europeias na aceção da Convenção de 26 de Julho de 1995, relativa à proteção dos interesses financeiros das Comunidades Europeias,
- branqueamento dos produtos do crime,
- falsificação de moeda, incluindo a contrafação do Euro,
- cibercriminalidade,
- crimes contra o ambiente, incluindo o tráfico ilícito de espécies animais ameaçadas e de espécies e essências vegetais ameaçadas,
- auxílio à entrada e à permanência irregulares de imigrantes,
- homicídio voluntário, ofensas corporais graves,
- tráfico ilícito de órgãos e de tecidos humanos,
- rapto, sequestro e tomada de reféns,
- roubo organizado ou à mão armada,
- tráfico de bens culturais incluindo antiguidades e obras de arte,
- burla,
- extorsão de proteção (racketeering) e extorsão,
- contrafação e piratagem de produtos,
- falsificação de documentos administrativos e respetivo tráfico,
- falsificação de meios de pagamento,
- tráfico ilícito de substâncias hormonais e outros fatores de crescimento,
- tráfico ilícito de materiais nucleares e radioativos,
- tráfico de veículos roubados,
- violação,
- fogo-posto,
- crimes abrangidos pela jurisdição do Tribunal Penal Internacional,
- desvio de avião ou navio,
- sabotagem.

A Decisão-Quadro é omissa sobre se a participação secundária ou a tentativa de cometer uma das categorias de infrações aqui enumeradas está excluída do requisito da dupla incriminação.
Outra questão que se coloca é a exatidão da descrição de uma infração como estando numa categoria isenta do requisito da dupla incriminação, e se a autoridade judiciária de execução é obrigada a aceitar a classificação da autoridade judiciária de emissão como definitiva.

### Detenção de cidadãos nacionais
Antes da adoção da Decisão-Quadro do MDE em 2002, 11 dos então 15 estados-membros – nomeadamente, Áustria, Bélgica, Dinamarca, Finlândia, França, Alemanha, Grécia, Luxemburgo, Portugal e Suécia – tinham regras internas que impediam a extradição dos seus cidadãos nacionais. Embora os estados-membros nórdicos da UE – Dinamarca, Finlândia e Suécia – tenham permitido a extradição dos seus nacionais entre si e para outros países nórdicos, eles recusavam a extradição dos seus nacionais e dos nacionais de outros países nórdicos para outros lugares. Para além disso, sete dos 12 estados-membros que aderiram entre 2004 e 2007 – nomeadamente, Bulgária, Chipre, Chéquia, Letónia, Lituânia, Polónia e Eslovénia – empregavam uma proibição semelhante antes da sua adesão ao MDE.
Ao abrigo da Decisão-Quadro do MDE, os estados-membros estão impedidos de recusar a entrega dos seus próprios cidadãos nacionais procurados para efeitos de acusação, mas podem condicionar a entrega ao estado-membro emissor de uma pessoa procurada, ao seu regresso para o cumprimento de qualquer pena que lhe venha a ser imposta. Os Países Baixos, que exigem que os estados-membros emissores devolvam os cidadãos neerlandeses, incluindo os com estatuto de residentes permanentes, também exige que os estados-membros emissores concordem que quaisquer sentenças impostas serão convertidas nas aplicáveis sob a lei neerlandesa evocando a Convenção sobre a Transferência de Pessoas Condenadas de 1995. Isto tem o efeito de reintroduzir o requisito da dupla incriminação para os cidadãos neerlandeses, incluindo os com estatuto de residentes permanentes, uma vez que a conversão de uma pena imposta num estado emissor não pode ser convertida numa pena correspondente por um Tribunal neerlandês caso a conduta constitutiva da infração penal no estado de emissão não constituir uma ofensa criminal nos Países Baixos.

## Motivos da recusa da execução do mandado
A Decisão-Quadro do MDE estabelece as razões pelas quais a autoridade judiciária de execução deve ou pode recusar a entrega de uma pessoa sujeita a um mandado de detenção. Muitos estados-membros decretaram outras razões pelas quais a entrega pode ser recusada para além das referidas na Decisão-Quadro.

### Motivos obrigatórios ao abrigo da Decisão-Quadro
Nos termos da Decisão-Quadro, a autoridade judiciária de execução deve recusar a entrega da pessoa procurada se:
- A alegada infração é da competência dos tribunais do estado-membro de execução e aí é objeto de amnistia,
- A pessoa procurada foi absolvida num estado-membro da União Europeia de uma infração pelos mesmos atos contidos no mandado de detenção, ou foi condenada por essa infração e cumpriu a pena imposta (se existir alguma) por essa infração, ou
- A pessoa procurada tem idade inferior à idade de responsabilidade criminal no estado-membro de execução.[22]

### Motivos facultativos ao abrigo da Decisão-Quadro
Nos termos da Decisão-Quadro, a autoridade judiciária de execução pode recusar a entrega da pessoa procurada se:
- A pessoa procurada está a ser processada no estado-membro de execução pelo mesmo fato;
- As autoridades do Ministério Público do estado-membro de execução decidiram não processar a pessoa procurada ou, tendo iniciado tal processo, suspenderam-no;
- A pessoa procurada estava já a ser processada no estado-membro executor, tendo esse caso progredido até ao julgamento final;
- O ato em que se baseia o MDE é da competência do estado-membro executor e aí prescreve;
- A pessoa procurada foi processada num país terceiro, tendo sido proferida a sentença definitiva, desde que a sentença relativa ao delito (caso tenha sido imposta) tenha sido cumprida ou não possa mais ser executada de acordo com as leis do país terceiro;
- A infração foi cometida ou alegadamente cometida no território do estado-membro de execução; ou
- A infração foi cometida ou alegadamente cometida fora do território do estado-membro de emissão e a lei do estado-membro de execução não permite o julgamento da mesma infração se for cometida fora do seu território.

### Julgamentosin absentia(à revelia)
Em 2009, o Conselho de Ministros da UE alterou a Decisão-Quadro do MDE com a intenção expressa de "reforçar os direitos processuais das pessoas e fomentar a aplicação do princípio do reconhecimento mútuo às decisões proferidas na ausência do interessado no julgamento". Nos termos da Decisão-Quadro de 2009, uma autoridade judiciária de execução pode recusar a execução de um Mandado de Detenção Europeu, salvo se a pessoa procurada:
- foi intimada pessoalmente e, conhecendo a hora e o local do julgamento em tempo útil, e que poderia ser proferida sentença contra ela caso não comparecesse, optou por não comparecer;
- não foi intimada pessoalmente mas, ficando inequivocamente estabelecido que teve conhecimento da hora e do local do julgamento em tempo útil e que poderia ser proferida uma sentença contra ela caso não comparecesse, optou por não comparecer;
- sabendo que um julgamento estava marcado, havia instruído advogados para defender o seu caso, os quais o fizeram devidamente;
- foi notificada da sentença e informada do seu direito a um novo julgamento ou a recorrer de novo, e decidiu não contestar a sentença ou não requereu tal novo julgamento ou não interpôs recurso dentro do prazo aplicável; ou
- pode requerer um novo julgamento ou interpor um de novo recurso após a sua entrega à autoridade judiciária do estado-membro emissor.

### Direitos humanos
O artigo 3.º da Decisão-Quadro, que enumera os motivos pelos quais os estados-membros de execução devem recusar a entrega de uma pessoa procurada, não inclui expressamente qualquer motivo para recusar a entrega de uma pessoa procurada se essa entrega violar os direitos humanos de uma pessoa. No entanto, os considerandos (12) e (13) do preâmbulo e o artigo 1.º, n.º 3, referem-se aos direitos humanos:
"Considerando (12)
A presente decisão-quadro respeita os direitos fundamentais e observa os princípios reconhecidos pelo artigo 6.º do Tratado da União Europeia e consignados na Carta dos Direitos Fundamentais da União Europeia, nomeadamente o seu capítulo VI. Nenhuma disposição da presente decisão-quadro poderá ser interpretada como proibição de recusar a entrega de uma pessoa relativamente à qual foi emitido um mandado de detenção europeu quando existam elementos objetivos que confortem a convicção de que o mandado de detenção europeu é emitido para mover procedimento contra ou punir uma pessoa em virtude do sexo, da sua raça, da sua religião, da sua ascendência étnica, da sua nacionalidade, da sua língua, da sua opinião política ou da sua orientação sexual, ou de que a posição dessa pessoa possa ser lesada por alguns desses motivos.
A presente decisão-quadro não impede que cada Estado-Membro aplique as suas normas constitucionais respeitantes ao direito a um processo equitativo, à liberdade de associação, à liberdade de imprensa e à liberdade de expressão noutros meios de comunicação social.
Considerando (13)
Ninguém pode ser afastado, expulso ou extraditado para um Estado onde corra sério risco de ser sujeito a pena de morte, tortura ou a outros tratos ou penas desumanos ou degradantes.
Artigo 1.º, n.º 3

A presente decisão-quadro não tem por efeito alterar a obrigação de respeito dos direitos fundamentais e dos princípios jurídicos fundamentais consagrados pelo artigo 6.º do Tratado da União Europeia."
Em 2006, 20 dos então 25 estados-membros incluíram textos que se baseavam em pelo menos uma destas disposições ou que se referiam explicitamente à Convenção Europeia dos Direitos Humanos, na sua legislação nacional de implementação. Os outros consideram que os direitos existem independentemente da Decisão-Quadro.
A Fair Trials International (FTI), organização não governamental de direitos humanos sediada em Londres, afirma ter destacado uma série de casos que demonstram que o sistema dos mandatos de detenção europeus estão a causar algumas injustiças e a comprometer o direito a um julgamento justo. Em particular, a FTI alega que:
- Os mandatos de detenção europeus foram emitidos muitos anos após a alegada infração ter sido cometida.
- Uma vez emitidos os mandatos, não há uma maneira efetiva de os remover, mesmo após a recusa da extradição.
- Foram usados para enviar pessoas para outro estado-membro da UE para cumprir uma pena de prisão resultante de um julgamento injusto.
- Mandatos têm sido usados para forçar uma pessoa a ser julgada quando as acusações são baseadas em evidências (provas) obtidas por brutalidade policial.
- Por vezes, as pessoas entregues sob um mandato de detenção precisam de passar meses ou até anos detidas antes de poderem comparecer no tribunal para provar a sua inocência.[23]

### Entrega condicional
A Decisão-Quadro também estabelece a possibilidade de os estados-membros executores requererem certas garantias aos estados-membros emissores antes de ordenar a entrega de uma pessoa procurada. Se e de que modo os estados-membros exigem tais garantias depende da lei do estado-membro em questão.
- Quando uma pessoa procurada for condenada a prisão perpétua, o estado-membro de execução pode sujeitar a entrega da pessoa procurada à garantia do direito legal de requerer a liberdade condicional depois de ter cumprido vinte anos de prisão.[24]
- Se a pessoa procurada for nacional ou residente do estado-membro de execução, o estado-membro de execução pode sujeitar a entrega à posterior devolução da pessoa procurada para cumprimento de qualquer pena de prisão que lhe venha a ser imposta.[25]

## Procedimento

### Emissão da ordem judicial
Um mandado de detenção europeu só pode ser emitido pela autoridade judiciária competente de um estado-membro da UE ou de um estado que tenha um acordo especial com a UE. A autoridade judiciária de emissão deve preencher um formulário onde conste a identidade e a nacionalidade da pessoa procurada, a natureza e a classificação jurídica da infração, as circunstâncias da alegada prática da infração, incluindo quando e onde foi cometida e o grau de participação da pessoa procurada e a escala de penalidades previstas para o delito.

Muitos estados-membros designaram os procuradores públicos como as suas autoridades judiciárias para efeitos da Decisão-Quadro. Tais designações foram questionadas perante os tribunais britânicos e irlandeses com base no fato de que, para uma autoridade ser judicial, deveria ser um Tribunal ou Juiz. Em ambos os países, a autoridade emissora designada é um Juiz. No entanto, os tribunais de cada um destes estados-membros rejeitaram estes argumentos. No caso Assange v Ministério Público Sueco, o Alto Tribunal da Inglaterra e País de Gales considerou que:
"[...] não se pode dizer que o termo judicial se aplica apenas a um juiz que julga. As diferentes tradições europeias reconhecem que outros, incluindo os procuradores, podem ser incluídos neste termo para diversos fins. É, portanto, totalmente compatível com os princípios do reconhecimento mútuo e da confiança mútua reconhecer como válido um MDE emitido por uma autoridade de acusação designada nos termos do artigo 6.º. Fazer o contrário seria interpretar a palavra 'judicial' fora do contexto e olhar para ela simplesmente através dos olhos de um juiz de direito consuetudinário, que não consideraria um procurador como tendo um cargo judicial ou atuando como uma autoridade judiciária. A posição em diversos outros estados-membros é diferente [...]"
Em recurso, o Supremo Tribunal do Reino Unido confirmou a decisão do Alto Tribunal e considerou que, ao comparar diferentes versões linguísticas, a Decisão-Quadro demonstrava a intenção de considerar os procuradores públicos como autoridades judiciais e que a conduta dos estados-membros desde a sua promulgação confirmava esta interpretação.

### Transmissão
Ao contrário dos acordos tradicionais de extradição, os MDEs não precisam de ser transmitidos a nenhum estado em particular. A intenção da Decisão-Quadro é que os MDEs sejam imediatamente reconhecidos por todos os estados-membros uma vez emitidos. Quando uma pessoa sujeita a um MDE é encontrada na jurisdição de um estado-membro e detida, esse estado-membro é obrigado pela Decisão-Quadro a executar o mandado.
Se for conhecido o paradeiro da pessoa procurada, o MDE pode ser transmitido diretamente à autoridade central designada desse estado-membro. Caso contrário, a autoridade judiciária de emissão pode solicitar a assistência da Rede Judiciária Europeia para a divulgação do mandado, procurar emitir uma indicação no âmbito do Sistema de Informação de Schengen (SIS) ou recorrer aos serviços da Interpol.

### Limite mínimo
A Decisão-Quadro do MDE exige que um mandado só possa ser emitido quando a infração seja punível com prisão ou medida de segurança por um período máximo de pelo menos um ano, ou em casos de condenação, em que a pena de prisão remanescente seja de quatro meses ou superior. Isto pode, no entanto, incluir uma grande variedade de ofensas triviais. Em 2007, um relatório requerido pela Presidência do Conselho de Ministros da UE realçava que tinham sido emitidos MDEs por crimes como posse de 0,45 gramas de cannabis, posse de 3 comprimidos de ecstasy, roubo de dois pneus de automóvel, condução sob a influência de álcool onde o limite não foi ultrapassado significativamente, e roubo de um leitão. O relatório concluiu que seria adequado realizar um debate a nível da UE sobre a emissão proporcional de Mandados de Detenção Europeus.

### Detenção
Embora a forma como se processa a detenção de uma pessoa sujeita a um MDE não esteja especificada na Decisão-Quadro, uma vez detida, ela tem o direito de ser informada do mandado, do seu conteúdo e do direito da pessoa de consentir na sua ou a sua entrega ao estado-membro que emitiu o mandado. A Decisão-Quadro também prevê que a pessoa procurada tem direito à assistência de um advogado e a um intérprete "de acordo com a legislação nacional do estado-membro de execução".

### Limites de tempo
A Decisão-Quadro estabelece prazos para a tomada de uma decisão final sobre um pedido de entrega. Caso uma pessoa procurada consinta na sua entrega, a autoridade judiciária de execução deve tomar uma decisão final no prazo de dez dias a contar desse consentimento. Caso uma pessoa procurada se recuse a dar o seu consentimento à sua entrega, a autoridade judiciária de execução deve tomar uma decisão final no prazo de 60 dias a contar da detenção. Em 2011, a Comissão Europeia informou que o tempo médio para a entrega de pessoas que consentiram foi de 16 dias, enquanto o tempo médio para aqueles que não consentiram foi de 48,6 dias.

## Especialidade
Um estado que pretenda processar uma pessoa entregue por delitos cometidos antes da sua entrega, ou extraditar uma pessoa entregue para um terceiro estado, deve, salvo certas exceções, obter a autorização da autoridade judiciária de execução. Este pedido é feito da mesma forma que um Mandado de Detenção Europeu e concedido ou recusado com base nas mesmas regras que determinam se a entrega será concedida ou recusada.
Este requisito é referido como o princípio da "especialidade" e destina-se a garantir que um estado não possa requerer a entrega de uma pessoa por um crime passível de extradição quando na realidade pretende processar essa mesma pessoa por um crime não-extraditável uma vez entregue, ou extraditar a pessoa entregue para um terceiro estado por um delito que não seria passível de extradição no estado de execução original.
Por defeito, o princípio da "especialidade" aplica-se a todas as pessoas entregues ao abrigo de um Mandado de Detenção Europeu, salvo indicação em contrário da autoridade judiciária de execução. No entanto, esta posição pode ser invertida quando tanto o estado emissor como o estado executor tiverem feito declarações nesse sentido.
A permissão do estado de execução não é necessária:
- No caso de infrações que não sejam passíveis de pena privativa da liberdade, ou que só possam incorrer nelas por falta de pagamento de multa,
- Quando a pessoa entregue foi dispensada da custódia e tendo a oportunidade de deixar esse estado (p.e., o estado emissor original), optou por permanecer por 45 dias, ou apenas deixou esse estado para de seguida retornar,[35]
- A pessoa entregue renunciou ao seu direito à especialidade antes ou depois de sua entrega,[36]
- Quando a pessoa é procurada por outro estado ao abrigo de um Mandado de Detenção Europeu e consente em ser entregue a esse estado.[37]

## Controvérsia
Desde a sua implementação em 2004, o sistema MDE tem sido ocasionalmente criticado por uso inadequado ou desproporcional. Na sequência de um relatório de um grupo de trabalho interno, a Presidência do Conselho da União Europeia sugeriu, em 2007, que seria adequado realizar uma discussão a nível da UE sobre o princípio da proporcionalidade consagrado no artigo 5.º do Tratado que institui a Comunidade Europeia, e como tomar este princípio em consideração pelas autoridades judiciárias aquando da emissão um Mandado de Detenção Europeu.
Vários MDEs foram emitidos por delitos menores, como posse de 0,45 gramas de cannabis; roubo de dois pneus de automóveis; conduzir um veículo sob a influência do álcool, onde o limite não foi significativamente ultrapassado (0,81 mg/l); e o roubo de um leitão. No Reino Unido, pessoas presas sob um MDE foram extraditadas por delitos menores, como o roubo de dez galinhas (Roménia), recebimento involuntário de um telemóvel roubado (Polónia) e o roubo de gasolina no valor de £20 (Chéquia).
No outro extremo, o MDE falhou em alguns casos. O Supremo Tribunal irlandês recusou-se a extraditar um cidadão irlandês para a Hungria que teria matado duas crianças por condução negligente. Embora o Tribunal irlandês nunca tenha questionado os fatos do caso ou a justiça ou a sentença do julgamento húngaro, decidiu que a pessoa tecnicamente  não "fugiu" da Hungria, apenas "não retornou", tendo deixado o país com o consentimento das autoridades húngaras; e que, portanto, os requisitos legais para a extradição sob um MDE não foram cumpridos. No entanto, a exigência de que a pessoa "fugiu" da jurisdição requerente foi removida da lei irlandesa, e um novo mandado foi emitido pelas autoridades húngaras.
No caso de Carles Puigdemont (procurado por sedição no âmbito do referendo da independência catalã de 2017), alguns eurodeputados e comentadores jurídicos criticaram o Governo espanhol por alegadamente ter emitido e retirado de forma oportuna o seu Mandado de Detenção Europeu com base na probabilidade do seu sucesso em diferentes estados-membros da UE por onde Puigdemont estava a viajar.

## Leituras adicionais
- Klimek, Libor (2015). European Arrest Warrant. Springer. ISBN 978-3-319-07338-5.